# ユズキカズ
ユズキ カズ（1954年 - 2024年9月10日）は、日本の漫画家。静岡県榛原郡相良町（現・牧之原市）出身。静岡県立相良高等学校卒業。

## 来歴
高校卒業後、東京で28歳まで日本料理の板前修業一筋に歩むが、そのころ読んだつげ義春に影響され、独自に漫画を描き始める。
1981年、「シカゴパレス」が『ガロ』に採用されてデビュー。その後、『COMICばく』などに作品を発表。
1986年、初の作品集「枇杷の樹の下で」を刊行、商業主義に毒されていない作風が話題となる。
2010年ごろや2021年に至っても『アックス』執筆作家の一員として扱われている。
2024年9月10日に死去。70歳没。

## 作品リスト

### 書籍
- 『枇杷の樹の下で』日本文芸社、1986年2月、ISBN 4-537-03011-9
  - 『枇杷の樹の下で』青林工藝舎、2001年9月25日初版発行[5]、ISBN 4-88379-090-8 ※1986年版と収録作品が一部異なる（「夏の庭-ヘチマ娘危機一髪」追加[5]）
- 『天幕の街』（東京三世社、1987年）ASIN: B00A39DXYS
- 『水街』日本文華社、1990年10月1日初版発行、ISBN 4-82119-317-5
  - 『水街』青林工藝舎、2003年8月30日初版発行[6]、ISBN 4-88379-134-3
- 『マハラジャ日和』（河出書房新社、1993年5月、ISBN 4-309-72536-8
- 『ヤナギホールで会おう』青林工藝舎、2022年3月31日初版発行[7]、ISBN 978-4-88379-494-2
- 『映画館挿絵画集 シカゴ館』青林工藝舎、2022年3月31日初版発行、限定200部
- 『スケッチブック画集』青林工藝舎、2025年1月11日初版発行、限定200部

### 読み切り
- ジョンのいる映画館（『アックス』vol.147[8]）

### アンソロジー
- 『セーラー服コンプレックス』ワイズ出版、2012年4月[9]

### その他
- つげ義春 生誕80周年記念 祝・トリビュート！（『アックス』119号[10]、2017年） - トリビュートイラスト寄稿[10]

### イベント
- 展覧会「鴨沢祐仁とイナガキタルホの世界」（2018年5月19日 - 6月3日[11]、東京都ビリケンギャラリー開催[11]） - 参加[11]
- 企画展「天幕の街」（2019年10月26日 - 11月10日[12]、東京都ビリケンギャラリー開催[12]） - 参加[12]
- 『アックス』とビリケンギャラリーのコラボ展「私の映画館展」（2021年3月20日 - 4月4日[13]、東京都ビリケンギャラリー開催[13]） - 参加[13]
- 『ヤナギホールで会おう』 出版記念展（2022年3月26日 - 4月10日、東京都ビリケンギャラリー開催）
- ユズキカズ個展「路地裏の少女たち」（2025年1月11日 - 1月26日、東京都ビリケンギャラリー開催）